# 白俄罗斯共和国院
白俄罗斯共和国国民议会共和国院是白俄罗斯两院制议会，即白俄罗斯国民议会的上议院，由64名成员组成，其代表是按地域划分的，多数当选成员来自其选区范围内的民间社会、劳工组织和协会。每个州（六个）和明斯克市（国家首都）由八名成员代表，另外八名成员通过总统配额被任命为议会成员。共和国院成立于1997年，以取代白俄罗斯最高苏维埃。